# Antonio Pettigrew
Antonio Pettigrew (Macon, 3 de novembro de 1967 – Condado de Chatham, 10 de agosto de 2010) foi um velocista estadunidense que se especializou nos 400 metros.
Nascido em Macon, no estado da Geórgia e ganhou destaque no Campeonato Mundial de 1991, onde ganhou a medalha de ouro nos 400 m e uma medalha de prata no revezamento 4x400 metros. Ao admitir ter usado drogas para melhorar o desempenho, entre 1997 e 2001, foi despojado de suas medalhas de ouro que ganhou nos Campeonatos Mundiais de 1999 e 2001 e na Olimpíada de 2000 no revezamento. Ao ser punido com dois anos de suspensão pela Associação Internacional de Federações de Atletismo (IAAF), se retirou definitivamente das competições oficiais em 2008.
Pettigrew passou a trabalhar como assistente técnico na Universidade da Carolina do Norte. Em 10 de agosto de 2010 foi encontrado morto em seu carro vítima de uma overdose provocada pelo sedativo difenidramina, caracterizando um suicídio.